# أقدي (قرية)
أقدي هي إحدى قرى النوبة والتي تقع في دولة السودان الولاية الشمالية محلية دنقلا وحدة شرق النيل. وتنقسم الي ثلاثه مناطق:
- اقدي جنوب «العبد اللاب: تحدهو جنوبا جزيرة باشا نارتي وغربا جزيرة مقاصر وشرقا السليم ق3غ وشمالا اقدي وسط. ويعتبر التنانيب سكانه الاصليين ويعتمدون علي الزراعة وصيد الاسماك في حياتهم المعيشية. ومن أشهر سكانه من الجنوب» ساتينجي وكدودي وموسري وحمادي وفرحي. الانجازات والخدمات: تبدا منه مشروع خور ارقو ولا توجد بها مدارس ومراكز صحية. وايضا به فريق نادي النيل التي تشكل من اميز الفرق في القرية وتقع موقع النادي في شرق حي اقدي جنوب وجنوب الحلة الجديد جوار مقابر «ارمنتود».وايضا بجوار النادي استاد فريق النيل ورضة ام المومنين. الخلاوي والمساجد: كانت خلوة الشيخ صالح طه من أشهر الخلاوي في العبدلاب قديما. وايضا مسجد خليفة كدود في جنوب العبدالاب..واخيرا مسجد عبداللاب الكبيرة وهي المسجد الوحيد الذي يقام فيه صلاة الجمعة.
- اقدي وسط: تحدها جنوبا العبداللاب وشرقا السليم ق3غ وشمالا اقدي شمال وغربا جزيرة جرادة. سكانه: يعتبر الزراعة الحرفة الاساسية للحي ومن أشهر سكانه من الجنوب "سملتوني، اسكلنجي، طه توني واحمد نقدي، النورى، ابوجي.حكمي.هاتنجي. الانجازات والخدمات: يعتبر اقدي وسط من اميز احياء القرية من ناحيه الخدمات ومنها: مدرسة عمرو بن العاص الاساسية بنات ومدرسة المهندي الاساسية بنين وروضه اقدي وسط ومركز صحي اقدي وسط ومركز صحي المهندي ونادي اقدي وسط. وبه أيضا خدمات شخصيه أخرى. الخلاوي والماجد: منها خلوة الشيخ محمد الطيب وعمر الطيب من اقدم خلاوي المنطقة ويوجد مسجد بحي الاسكنجي واحمد نقدي

ومسجدالنوري من أشهر وأقدم المساجد ومسجد المهندي وغيرها كثيرة.
- اقدي شمال: تحدها من الجنوب اقدي وسط ومن الشرق السليم ق3غ ومن الشمال قريه ايماني ومن الغرب قريه مجرب. من أشهر سكان المنطقة اوشي مار وابكرى مار وبه مدرسه اقدي شمال ونادي اقدي شمال الرياضيه. المساجد: يعتبر مسجد الشيخ اوشي علي عمر أشهر مساجد المنطقة. والشيخ اوشي هو المأذون الشرعي للمنطقه.

## طالع
- النوبة
- نوبيون
- متحف النوبة
- قرى النوبة
- نصر النوبة
- نوبة (قرية)
- بحيرة النوبة
- مرتفعات النوبة
- أهرامات النوبة
- صحراء النوبة
- نوبة (جنوب دولة السودان)
- تعريف كلمة النوبة
- مملكة النوبة
- لغة النوبة
- تاريخ النوبة
- المنبر الديمقراطي لجبال النوبة